# 戀愛上線中
《戀愛上線中》（英語：Love is Online），中國電視公司星期日晚間大型交友綜藝節目，2023年8月13日中視頻道首播，主要主持人為何妤玟、梁赫群、白雲、陳孟賢（2023年9月17日至2023年11月5日主持）。

## 首播時間
| 頻道 / 平台 | 所在地 | 播映日期      | 播出時間            |
| ----------- | ------ | ------------- | ------------------- |
| 中視        | 臺灣   | 2023年8月13日 | 每週日 22:00－24:00 |

## 節目內容
- 當三位美麗女主角遇上六位求愛男主角，展開一場四天三夜的戀愛考驗。
- 每晚都會有一位男主角在這場愛情遊戲中淘汰出局，黯然離開。
- 究竟三位女主角在男主角的瘋狂追求下能否打動她們的心呢？
- 男主角們在這場爾虞我詐的戀愛過程中，最後能否求愛成功？
- 主持群們又會設下什麼樣的愛情陷阱等著他們上鉤呢？
- 這場戀愛又會有多少的不堪、無奈加諸在這場戀愛考驗中呢？

## 節目來賓
| 集數               | 戀愛小天使                                | 女主角                                                         | 男主角                                                         | CP(配對成功)                                                   |
| 第1~3集            | 儀諪、孟潔、筠熹                          | 葛宸羽、草莓、焦曼婷                                           | 林詠傑、李哲緯、韓晨 Jakub、李宗翰、劉璋謚                     | 焦曼婷&劉璋謚 草莓&Jackub 葛宸羽&韓晨                          |
| 第4~6集            | 林襄、雅涵、嘎琳                          | 倪暄、熊霓、瑟七                                               | 羅承軒、張棋富、夏天珞 余祖逸、黃逸達、潘胤傑                  | 熊霓&潘胤傑 瑟七&夏天珞                                        |
| 第7~9集            | 慈妹、秀秀子                              | 儀諪、芷軒、星岑                                               | 高興、JINN、明翰 勇太、騰進、chris                             | 儀諪&chris 星岑&騰進                                           |
| 第10~12集          | 雅涵、禹菡                                | 凱伊、紫庭、夏娜                                               | 程樂、永翔、峻騰 皓然、品合、宥鈞                              | 凱伊&峻騰 紫婷&永翔 夏娜&皓然                                  |
| 第13集 (螢幕CP）   | 吳美琳&陳孟賢 杜忻恬&李子森 蔡家蓁&許志豪 | 吳美琳&陳孟賢 杜忻恬&李子森 蔡家蓁&許志豪                      | 吳美琳&陳孟賢 杜忻恬&李子森 蔡家蓁&許志豪                      | 吳美琳&陳孟賢 杜忻恬&李子森 蔡家蓁&許志豪                      |
| 第14集 (CP回娘家） | 臧芮軒                                    | 葛宸羽&韓晨 晨羽接龍 瑟七&夏天珞 一週有七天 星岑&騰進 騰妳入星 | 葛宸羽&韓晨 晨羽接龍 瑟七&夏天珞 一週有七天 星岑&騰進 騰妳入星 | 葛宸羽&韓晨 晨羽接龍 瑟七&夏天珞 一週有七天 星岑&騰進 騰妳入星 |

## 節目影響或相關事件
- 在節目開播前傳出林襄與中華職棒樂天桃猿球員馬傑森熱戀的新聞[3][4]，電視台表示林襄在新節目的角色是「戀愛小天使」，也是主持人之一[5][6]。林襄本人則回應希望可以讓其多保留點私人空間[7][8]。

## 製作團隊
- 總監製：廖麗生
- 監製：陳仲菱
- 製作人：林貫中
- 製作群：何家茵、蘇靖媖、詹淑清、賴宜攸、劉婷婷
- 梳化：伊林娛樂
- 服裝：仁露工作室JASON
- 攝影：林文彬
- 製播工程：楊博凱、古水興、林庭芳
- 公關：孫瑞霙、林欣
- 音效：音樂達視聽錄音有限公司
- 視覺設計：中視視創中心
- 剪接：王建順、賴宜攸
- 後製：陳念琳、林頎瀚
- 字幕：劉瑞蘭、朱多芬、朱筱俐
- 協拍：華稷多媒體
- 監製/著作公司：中國電視公司

## 外部連結
- 戀愛上線中的Facebook專頁
- 戀愛上線中的Instagram帳戶
- YouTube上的戀愛上線中頻道

| 臺灣 中視主頻 星期日 22:00 - 00:00                                                | 臺灣 中視主頻 星期日 22:00 - 00:00                     | 臺灣 中視主頻 星期日 22:00 - 00:00           |
| --------------------------------------------------------------------------------- | ------------------------------------------------------ | -------------------------------------------- |
|                                                                                   | 戀愛上線中 （2023年8月13日－2023年11月12日）           |                                              |
| Running Man （2022年7月24日－2023年8月6日）                                       | 女神降臨 （2023年11月19日－2024年2月25日）             |                                              |
| 臺灣 中天綜合台 星期日 20:00 - 22:00 · EP12調整至2023年11月4日(12:00 - 14:00)播出 |                                                        |                                              |
| 背包廚神白種元(重播) （2023年9月10日－2023年9月24日）                             | 戀愛上線中(EP07~EP12) （2023年10月1日－2023年11月4日） | 杜拜大富翁 （2023年11月5日－2023年12月10日） |